# الهندسة القيمية

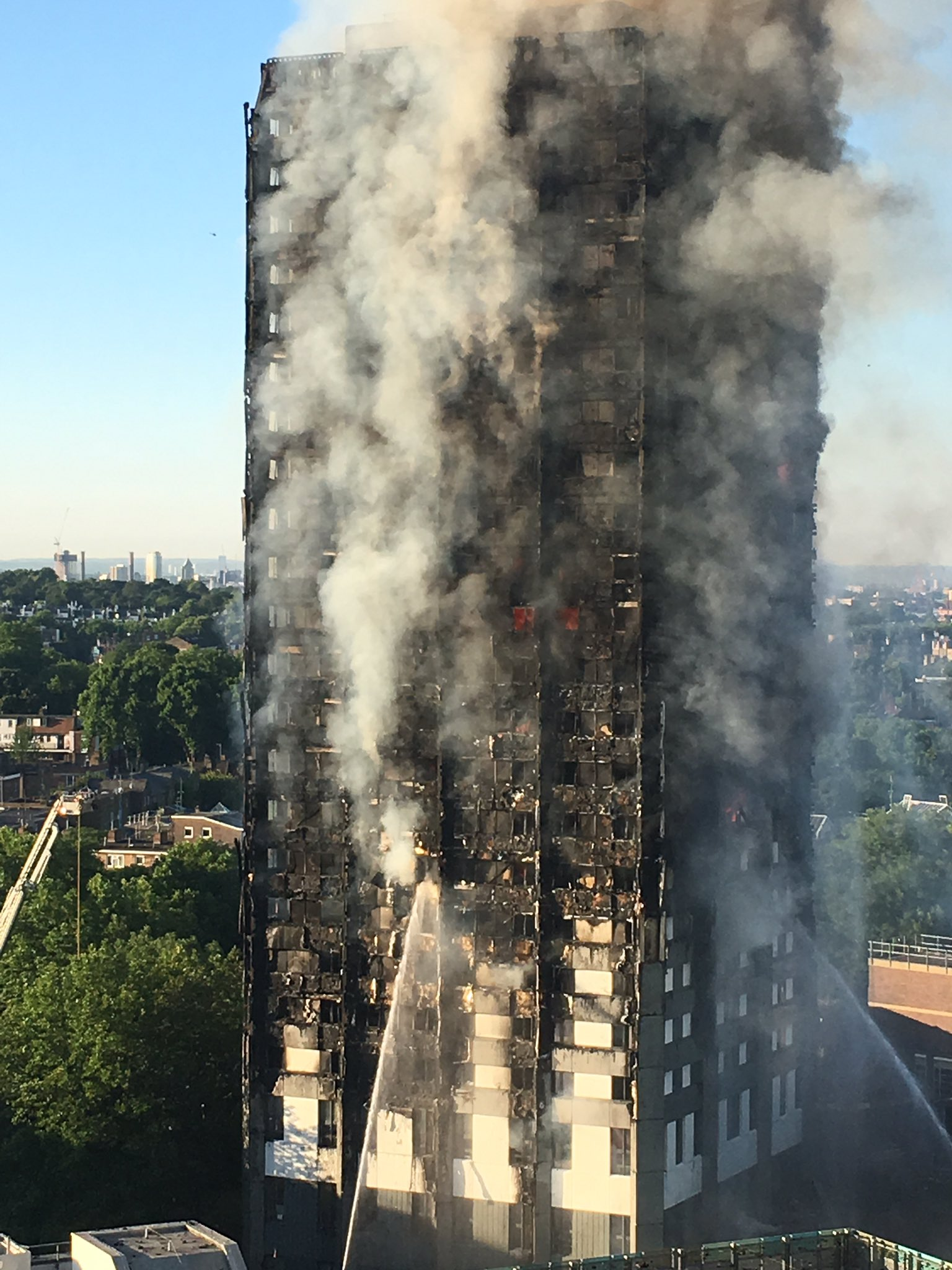
حريق برج جرينفيل ، حوالي الساعة 6 صباحًا

الهندسة القيمية (بالإنجليزية: Value engineering)‏ هو أسلوب منهجي لتحسين «قيمة» السلع أو المنتجات والخدمات عن طريق فحص الوظيفة. وهي نسبة مهمة إلى التكلفة. وبالتالي، يمكن أن تزاد القيمة من خلال تحسين وظيفة أو خفض التكلفة.

## بدايتها
يرجع ظهور التحليل القيمي (الهندسة القيمية) إلى ما بعد الحرب العالمية الثانية بواسطة شركة جنرال إلكتريك بالولايات المتحدة الأمريكية نتيجة شح الموارد الاستراتيجية لمنتجاتها مما حدا بالشركة للبحث عن
البدائل، وفي عام 1947م قام لورانس مايلز بتطوير نظام من التقنيات أطلق عليه التحليل القيمي
وهو دراسة تحليلية وفق منهج محدد يجرى بواسطة فريق عمل متعدد التخصصات على مشروع أو منتج أو خدمة لتحديد وتصنيف الوظائف التي يؤديها
لغرض تحقيق تلك الوظائف المطلوبة بأسلوب آخر أو عنصر مغاير وبتكلفة إجمالية أقل أو رفع الأداء أو بهما معا من خلال بدائل ابتكارية من دون المساس بالمتطلبات الأساسية أو الوظيفية.
يزداد  انتقاد برامج  قطاع  الاشغال العامة مثل مشاريع بناء الطرق السريعة وذلك لتقديم المشاريع التي تفشل في تلبية ما يلي:-
1)   تحقيق اهداف المشروع المتوقع
2) تحقيق انجاز المشاريع  في غضون فترة معقولة من الزمن
3) التكاليف ضمن مبالغ لها في الميزانية
منهجية الهندسية  القيمة القائمة علي الاداء يمكن ان تساعد علي ايجاد سبيل لحلول هذة المشاكل  عن طريق توفير توازن مدروس في التكلفة والجدول الزمنى، ونطاق عبر جيل من كمية كبيرة من بدائل مبتكرة  وهذا يتطلب اقبال فريق من المهنيين متعدد التخصصات في التعاون مع اصحاب المصلحة في المشروع الذين يتم تحفيزهم.. وقد وجد الباحثون ان مشروع يمكن ان ينفذ كثيرا من حيث التكلفة وتحسين اداء وظائف المشروع  مما يؤدى إلى وسيله مبتكرة جدا
وفشل إدارة المشاريع المشتركة هو التركيز على تجاوز التكاليف والتأخير ف الجدول الزمنى  وبالتالى هناك حاجة لإدارة المشاريع التي تحدد وتوازن بكفائة نطاق المشروع  مع مشروع الجدول الزمنى والتكاليف.
كما يجب علي مديرى المشاريع إلى تحديد وتحليل كميه كبيرة من بدائل المشروع وفي الأونه الاخيرة تصاعد تكاليف البناء والصيانة مع انخفاض العائدات مما أدى إلى  زيادة الاهتمام في الهندسة القيمية
لفترة زمنية قصيرة يساعد علي توفير تسهيلات تلبي حاجة الزبون لكفاءة التكاليف المهم  ان ندرك ان هي  (الهندسة القيمة)
الادوات التي تركز علي بناء القطاع.  لاسيما مشاريع البناء والاشغال العامة يجب ان يكون التركيز الأكبر علي تجديد نطاق المشروع
الدراسة وجدت وسائل  لتحسين (الهندسة القيمة) حلول للمشكله تستخدم لتحليل وتحسين القيمة في المنتجات، وتصميم منشأة، نظام، اة خدمة.
يصبح منهجيه قوية من اجل حل المشاكل وتخفيض التكاليف مع تحسين الاداء والجودة.
عند تطبيق (الهندسة القيمة) في صناعة البناء والتشيد يكون اساسها جهد منظم لتحدى تصميم وبناء خطط المشاريع لتوفير التسهيلات المطلوبه بأقل تكاليف  وأداة نهج منهجى وهي مفتاح النجاح لأتمام المشروع بصورة ناجحة.

## خطة العمل
هي خارطة الطريق لتحديد المهمة المطلوبه، ومن خلال خطة العمل يتمم تحدد دراسة المجالات الرئيسية  من التكاليف غير ضرورية
ويسعي إلى طرق مبتكرة لأداء نفس الوظيفة.
والهندسة القيمية إسلوب تقني لدراسة وتقويم الوظائف التي يؤديها المنتج آو المشروع آو الخدمة آو عناصره وتتم غالبا من خلال إتباع خطة عمل متعددة المراحل،
وكان نظام لورانس مايلز بإجراء ست خطوات والتي وصفها بآنها «خطة عمل تحليل القيمة» ("value analysis job plan.")،
في ما اختلف آخرون في خطة العمل لتتناسب مع مايواجهون من قيود. اعتمادً على التطبيق قد يكون هناك آربع إلى ست مراحل آو آكثر. إحدى النسخ الحديثة كانت تتبع الثمانية خطوات التالية:
1-الإعداد 2-المعلومات 3-التحليل 4-الخلق آو الابتكار 5-التقييم 6-التنمية 7-العرض 8-المتابعة
واسباب للحاجه لقياس اداء المشاريع:
1 – يجلب الضوء علي كافة قضايا المشروع مع اصحاب المصلحة في المشروع
2 – وتتولى «متضاربة» معايير المشروع
3 – يحفظ الوقت اللازم  لتطوير المشروع
4 – بناء توافق في الاراء م ع اصحاب المصلحة في النشروع
5 – يحسن من احتمال تقديم مشروع  يخدم المجتمع مع قيمة المشروع الامثل

## كيفية العمل
تتبع الهندسة القيمية عملية التفكير المنظم لتقييم الخيارات على النحو التالي:
- جمع المعلومات

1. مالذي يحب القيام به الآن؟

من يفعل ذلك؟
ماذا يمكن آن يفعل؟
ماذا يجب آن لانفعل؟
- قياس

1. كيف سيتم قياس البدائل

- ماهي الطرق البديله لمتطلبات الاجتماع
- مالذي يستطيع آداء الوظيفة المطلوبة آيضآ؟
- تحليل

1. مالذي وجب القيام به؟

- ماهي التكلفة؟
- توليد

1. وماذا سنفعل آيضا؟

- تقييم

1. ماهي الآفكار الآفضل؟
2. تطوير وتوسيع الآفكار

ماهي الآثار؟
ماهو الثمن؟
ماهو الآداء؟
وفوائد الهندسة القيمية من خلال دراسة المشاريع العامة
الوكالات الحكومية التي تطبق الهندسة القيمية لبناء برامجها يمكنها تحقيق الفوائد الاتية:-
حل المشاكل التقنية في المشاريع المعقدة:-
دراسات الهندسة القيمية تضع الفنين ذوي الخبرة في بيئة مليئة بأعطال في الاتصالات البشرية والعلاقات وتحلل عمق المشكلة مع التحليل الوظيفي لها وتوفر الفرص لخلق الابداع. وبالسير علي هذا النهج يمكن الحصول علي نتائج باهرة للمشاريع المعقدة فكلما كانت المشكلة أكثر تعقيدا كلما ذات استخدام نهج الهندسة القيمية.
¨تقديم إضافة للخبرة الفنية:-
¨وضع الخبرة التقنية غير متوافرة في المؤسسة الحكومية غير ان دراسة الهندسة التقنية وسيلة فعالة جدا للاستفادة من الخبرات الفنية المتخصصة
لم التأكيد علي الاستخدام الفعال للمواد؟؟؟
¨ان مدة دراسة الهندسة القيمية قصيرة جدا بالمقارنة مع عدد ساعات العمل التي يحتاجها الإنسان  لتطوير مشروع ما. لدراسة الهندسة القيمية تستغرق أكثر من بضعة اسابيع في حين ان العديد من مجالات تطوير المشروعات تستغرق عدة سنوات الجدوة من هذه الدراسة هو تقليل الوقت اللازم لتطوير المشروعات
¨تحسين اداء المشروع وتوفير التكاليف:-
¨اداء المشروع يقيس نوعية اهداف المشروع والإطار الزمني له والذي يسمع بدورة بتحديد قيمة المشروع. فمن خلال استخدام الهندسة القيمية في برامج القطاعات العامة ادي ذلك الي تحقيق تحسين كبير في اداء المشروع تقليل تكاليفه حيث ان تحسين العلاقة بين اداء المشروع والتكلفة يعود بفوائد كبيرة وهذا التوفير يعود إلي المشاريع الأخرى أو للضرائب
¨التوفير يعود للاستثمار:-
تكليف الدراسة تشمل جميع التكليف ما قبل الدراسة والدراسة ومرحلة التنفيذ حيث انه من أهم فوائد الهندسة القيمية سرعة تنفيذ المشاريع
¨الهندسة القيمية تتأثر بالمشروع.
¨مستوى الخدمة: جودة الخدمة المقدمة.
¨وبمجرد أن يتم وضع المعايير، تطبق فرق التقييم الميداني طريقة «التسلسل الهرمي التحليليAHP» لتحديد الأوزان، وقد تم تطوير منهجية طريقة ال AHP لتحديد الأهمية النسبية لمشاكل القرارات المتعددة والمتغيرة بمقارنة كل متغير،
¨ إدارة المشروع: الجدول الزمني، وسهولة السيطرة على المشروع، والإدارة
¨ويبين الجدول 2 المثال من الأوزان التي يحددها تحليل AHP حيث تحمل «السلامة» و «عمليات المرور» أعلى الأوامر ذات الأهمية، وبعد تحديد معايير أداء المشروع والأهمية النسبية (الأوزان).
التطبيقات الهندسة القيمية علي المشاريع العامة:-
¨في الآونة الاخيرة في اسيا الكثير من البنيات التحتية للمشروعات العامة ثم التخطيط لها ليتم تسليمها عن طريق البناء النقل والتأجير
حيث ان الهندسة القيمية يمكن ان تساعد علي تحسين هذه الاحتياجات للمشروع كما تصبح البديل الاساسي للعمل في مثل هذه المشاريع كما قدمت اساليب تطبيق خطه العمل لهذه المشاريع والتي تساعد علي عملية تحسين القيمة وصنع القرارالاستنتاجات
جوده وتكليف الطرق السريعة  ومشروعات القطاع العام يمكن ان تستفيد من تطبيق منهجيات الهندسة القيمية التي وضعت بشكل جديد حيث انه توفر منهجية سليمة لتحليل الاهداف وسمات المشروع والتي تركز ايضاً علي تطوير بدائل الدراسة القيمية
¨يحدد أصحاب المصلحة  معايير الأداء من خلال تحديد وحدات القياس لكل منها من معايير الأداء ومن خلال وضع مجموعة من القيم المقبولة لمعايير الأداء، وهذا عادة ما يوفر أساسا موضوعيا وكميا لتوزيع القيم على مقياس تصنيف من 1 إلى 10، وترد أمثلة لتعريفات معلمات الأداء في الجدول 3.
¨يتم مقارنة مجموعات مختارة من البدائل ضد المفاهيم ديسوغن أو جينال باستخدام "مصفوفة الأداء
¨وقد انخفض إجمالي معدل الأداء من إجمالي تكلفة تشييد المشروع لإنتاج مؤشر قيمة، والفرق بين القيمة إندليسس من ديسرغن الأصلي والبدائل إكس إسيد بأنها «٪ تحسين القيمة». خلال هذه المقالات، قام أصحاب المصلحة بتجديد تصنيفات الأداء الجديدة
¨
¨

## وصلات خارجية
- كتاب الهندسة القيمية للمهندس عبد العزيز اليوسفي